# 今村充夫
今村 充夫（いまむら みちお、1921年6月25日 - 2015年8月27日）は、日本の民俗学者、歌人。

## 略歴
朝鮮京畿道京城府（現・大韓民国ソウル特別市）生まれ。京城公立中学校（現・ソウル高等学校）卒。旧制國學院大學予科から学部国文学科卒。旧制福井県立小浜中学校教諭、新制若狭高校、石川県立各高等学校の教諭、教頭を経て、石川県立郷土資料館副館長、分館長。国立石川工業高等専門学校講師（1996年当時）。
加能民俗の会会長、石川県歌人協会会長、石川県立郷土資料館（石川県立歴史博物館の前身）副館長、日本民俗学会名誉顧問、金沢市文化財保護審議委員。国立民族学博物館国内資料調査委員。折口信夫に師事。1983年（62歳）の時に『日本の民間医療』弘文堂を公刊する。『日本の民間医療』は5年後に歌集『北の黒潮』を公刊するが、それを除けば最後の単著となる。
歌歴は、國學院予科時代に「鳥船社」、釈迢空、折口（旧・藤井）春洋、に師事。折口父子没後、香川進（代表）と山本友一が指導する「地中海社」に1957年に入社、同社金沢支社長。藤田福夫「日本海短歌会」会員、古川達夫「海溝」に在歴。1980年「星座短歌会」代表、「防風林短歌会」「日本歌人クラブ」の要職を経る。

## 関連人物
- 杉崎康代 - 小浜市在住の歌会始入選者。